# Seznam angleških kiparjev
Seznam angleških kiparjev (vključuje tudi Škote)

## A
- Ivor Abrahams (1935-2015)
- Robert Adams (1917-1984)
- Kenneth Armitage (1916-2002)

## B
- William Bloye (1890-1975)
- Joseph Edgar Boehm (1834-1890)
- Thomas Brock (1847-1922)
- Laurence Broderick (1935)

## C
- Anthony Caro (1924-2013)
- Tony Cragg (1949-)

## E
- Jacob Epstein (1880-1959)

## F
- John Flaxman (1755-1826)
- Edward Onslow Ford (1852-1901)

## G
- Grinling Gibbons (1648-1721)
- Anthony Gormley (1950-)
- Eric Gill (1882-1940)

## H
- Barbara Hepworth (1903-1975)
- Damien Hirst (1965-) ??

## K
- Anish Kapoor (1954-)

## L
- Alphonse Legros (fr.-britanski)
- Frederic Leighton ?
- Richard Long (1945-)

## M
- David Mach (1956-) (Škot)
- Henry Moore (1898-1986)
- Gail Morris (angl.-istrska)
- John Mossman (1817-1890)

## N
- Avis Newman (1946)
- Joseph Nollekens (1737-1823)

## R
- Ivor Roberts-Jones (1913-1996)

## T
- Hamo Thornycroft (1850-1925)
- William G. Tucker (1935-)
- Ben Twiston-Davies (1971-)

## W
- George Frederic Watts (1817-1904)
- Charles Thomas Wheeler (1892-1974)
- Bill Woodrow (1948-)
- David Wynne (1926–2014)